# Titov životopis, 1913. – 1920.

## Vojni rok i ratovanje
Rujna 1913. Broz stupa na odsluženje vojnog roka, prvo u jednom carskom puku u Beču (u kojem se govorilo njemački i služilo tri godine), a zatim je na svoju molbu u 25. domobranski puk u Zagrebu, smeješte u vojarni u Ilici 232 (gdje se govorilo hrvatski i služilo samo dvije godine). Po njegovim riječima, nije mu se svidjela služba u tuđinskoj vojsci, u kojoj je vladao zastarjeli, zaglupljujući dril; ali htio je izučiti vojnu vještinu. Krajem 1913. upućen je u dočasničku školu. Ubrzo je postao najmlađi vodnik u puku. Svibnja 1914. u Budimpešti je osvojio srebnu medalju na prvenstvu Austro-Ugarske vojske u mačevanju. Bio je i dobar skijaš.
Nakon izbijanja rata protiv Srbije, 25. domobranska satnija isprva je upućena prema srpskoj granici. Broz navodi da je zbog govora protiv rata bio uhićen i zatvoren u petrovaradinskoj tvrđavi. Oslobođen je zbog nedostatka dokaza. (25. domobranski puk bio je jedan od onih koji je pokrenuo pobunu u Zagrebu 5, prosinca 1918., kada je 13 vojnika bilo ubijeno.)
U autobiografskim bilješkama i životopisu kojeg je napisao Dedijer 1953, Tito je prešutio da se od kolovoza do prosinca 1914. stvarno borio na srpskoj bojišnici. Očito je smatrano politički nezgodnim da se to spominje; no nema u tome naravno ničeg neobičnog ni kompromitirajućeg, jer u trupama koje su poslane na Srbiju bilo je mnogo ne samo Hrvata, nego i Srba. (Dedijer 2, str. 243-247) Srpskom autoru Miroslavu Todoroviću to je međutim poslužilo kao povod za sulude izmišljotine i krivotvorine u knjizi Hohštapler, objavljenoj u Hrvatskoj 2004. .

## Zarobljeništvo u Rusiji
Siječnja 1915. njegov je puk prebačen na Karpate, na bojište protiv Rusa. Zbog jedne akcije, u kojoj je Brozova ophodnja, ubačena u rusku pozadinu, zarobila četvoricu ruskih vojnika, zapovjednik njegovog bataljuna prijedložio ga je za odlikovanje. Odluka o dodjeli srebrne medalje za hrabrost donesena je u Beču, ali je Broz u to vrijeme bio u zarobljeništvu. Kada je Tito 1967. posjetio Beč željeli su mu uručiti to odlikovanje, ali je on odbio.  (Dedijer 2, str. 247, 266)
Na sam Uskrs, 25. ožujka 1915., biva teško ranjen kopljem jednog Čerkeza. Zarobljen je i punih 13 mjeseci leži u bolnici u Svijažsku, malom mjestu blizu Kazana. Dobio je i upalu pluća i jedva preživio. Uči ruski i čita mnoga djela ruskih klasika, naročito romane Tolstoja, Turgenjeva, Kuprina i drugih. Kad se oporavio, upućen je na rad kao mehaničar u jednom mlinu u selu Kalasijevu, kraj Ardatova. Zatim je s transportom zarobljenika upućen na Ural, pa u mali grad Kungur, gdje zarobljenici rade na gradnji i popravku željezničkih pruga. Zarobljenici ga biraju za zarobljeničkog zapovjednika logora. Zbog "pokrivanja" trojice zarobljenika, koji nisu izašli na posao jer su im se valjenke pocijepale, biva bačen u zatvor i teško prebijen.

## Oktobarska revolucija
Kada je u Kunguru stigla vijest o rušenju cara, u veljači 1917., radnici su provalili u tamnicu i oslobodili zatvorenike. Pridružuje se jednoj boljševičkoj skupini. Ubrzo opet biva uhićen, pa bježi. Preobučen u građansko odjelo, dolazi u Petrograd, gdje 16-17. srpnja sudjeluje u velikim demonstracijama protiv Privremene vlade, koje su organizirali boljševici. Pokušava pobjeći u Poljsku, ali ga ulove i zatvore u Petropavlovsku tvrđavu.
Ponovo je protjeran u Kungur. Uspijeva pobjeći iz vlaka i uskočiti u drugi vlak, koji vozi za Sibir. Na stanici Atamanski Hutor, kod Omska, vlak opkoljava naoružana boljševička skupina, od kojih saznaje da je u Petrogradu izvršena Oktobarska revolucija, kojom su boljševici preuzeli vlast, proklamirajući vlast sovjeta. Pridružuje se Internacionalnoj crvenoj gardi u Omsku, koju čine oslobođeni zarobljenici Česi, Mađari i Rumunji. O svojem sudjelovanju u revoluciji rekao je: »Pisalo se da sam ja uzimao znatnog učešća u Oktobarskoj revoluciji i građanskom ratu u Rusiji. Nažalost, to nije tačno. Služio sam u Crvenoj gardi više mjeseci, ali iako smo stalno zahtijevali da se borimo protiv bijelih, nismo slati na front. (…) Sve skupa je bilo vrlo šašavo.« (Dedijer 1, str. 67-68)
Srpnja 1918. Omsk napada i ubrzo osvaja Češka legija, formirana od čeških zarobljenika koji su se pridružili "bijelim" jedinicama kontrarevolucionara admirala Kolčaka, koji će kasnije Omsk učiniti svojim sjedištem. Međunarodna brigada je razbijena, njezini su borci uhićivani i ubijani. Broz je pobjegao u stepu i u jednom selu, nekih 65 kilometara od Omska, zaposlio se kao mehaničar u parnom mlinu kod nekog bogatog Kirgiza po imenu Isaija, koji je posjedovao 2500 konja u stepi i bio vrhovni sudac Kirgiza u tom kraju. Zaslužio je njegovo poštovanje kao mehaničar, kao i jahačkom vještinom, pa ga nije prijavio bijelima, iako je znao da je komunist. 
U tom je selu ostao dulje od godinu dana. Ujesen 1919. komunisti su ponovo osvojili Omsk i okolicu. Broz se vraća u Omsk. Kada je početkom siječnja 1920. uspostavljena redovna željeznička veza između Sibira i zapadnih krajeva Rusije, zajedno sa suprugom krenuo je za Petrograd. Iz Petrograda odlazi u Narvu u Estoniji, koja je još pod kontrolom bijelih, i tu boravi u karanteni u jednoj tvrđavi; u isto je doba tu boravio Jaroslav Hašek, koji će poslije napisati satirički roman Dobri vojak Švejk. Brodom preko Baltika, pa zatim preko Njemačke, s trudnom suprugom konačno u rujnu 1920. dolazi kući.

## Prva supruga Pelagija Belousova
Tijekom prvog boravka u Omsku, 1918. godine, vjenčao se u s ruskinjom Pelagijom (Pelkom) Belousovom, koja je tada imala samo 14 godina. (Nad time su se neki kasnije zgražali, ali rana udaja u to doba bila je tada uobičajena.) Tada su se vjenčali u pravoslavnoj crkvi, a nakon njegovog povratka sklopili i građanski brak. Pelka ga je kasnije slijedila u Jugoslaviju i rodila četvero djece, od kojih je samo jedno preživjelo. Godine 1926. i sama je pristupila KPJ. Godine 1927. – 1928. bila je u istoj partijskoj jedinici s Miroslavom Krležom. 
U Dedijerovoj biografiji i Titovoj autobiografiji iz 1953, Pelagija Broz prestaje se spominjati za vrijeme boravka Josipa Broza u tamnici. Tek gotovo 30 godina kasnije Dedijer je opisao njen dalji život.
Dok je bio u zatvoru, 1929, vratila se u Rusiju sa sinom Žarkom, jer joj je i samoj prijetila robija. Radila je u Kominterni. Kad je Tito došao u Moskvu 1935. došlo je među njima do sukoba, navodno zato što je ona zanemarila sina Žarka (živio je u domu, pobjegao i skitao se ulicama kao "besprizorni"). U travnju 1936. razveli su se. 
Kasnije je stradala u staljinističkim čistkama i 19 godina provela u progonstvu. Tito je vjerovao da je umrla, odnosno ubijena (barem je tako sam govorio). Čak i kada se vratila iz progonstva, 1957., nije joj bilo dozvoljeno stanovati u Moskvi, nego u jednom obližnjem gradiću. Tek 1966. saznala je da je sin Žarko, koji se bio vratio u Jugoslaviju, živ; tvrdili su joj da se izjasnio kao informbiroovac i ubijen 1948. Umrla je 1968. (Dedijer, 2, str. 307-318)